# Podabrus hisashii
Podabrus hisashii is een keversoort uit de familie soldaatjes (Cantharidae). De wetenschappelijke naam van de soort werd in 1990 gepubliceerd door Takehiko Nakane in Nakane & Makino.